# Дом-музей Адама Мицкевича
Дом-музе́й Ада́ма Мицке́вича (бел. Дом-музей Адама Міцкевіча) — музей, расположенный в городе Новогрудок Гродненской области Белоруссии, в доме, где проживали родители знаменитого польского и белорусского поэта Адама Мицкевича.

## История

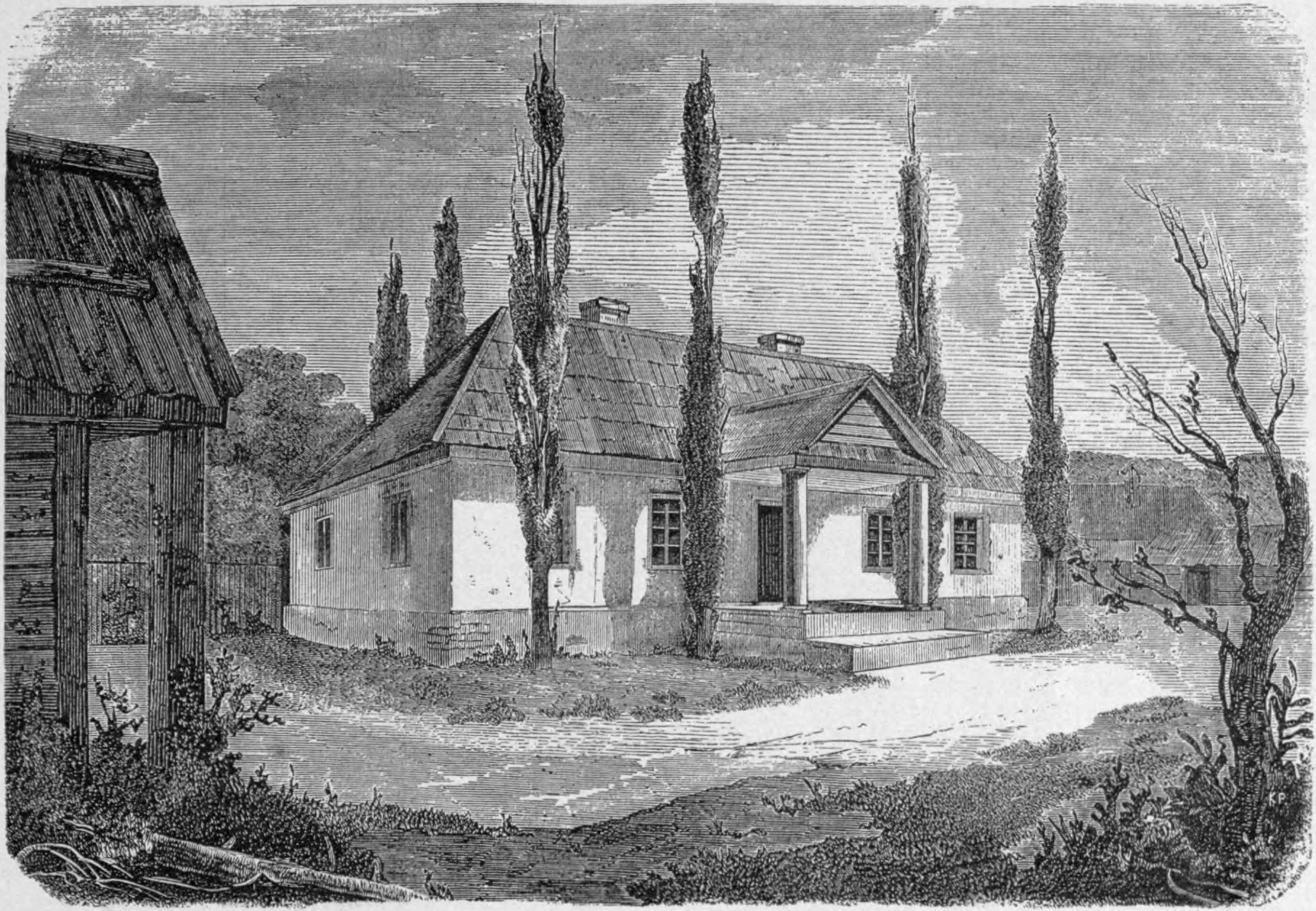
Дом Адама Мицкевича в Новогрудке

В 1806—1807 годах отец Адама Мицкевича, Миколай Мицкевич, построил дом в Новогрудке. После смерти отца в 1812 году семья Мицкевичей переехала жить во флигель на участке. После смерти матери 9 октября 1820 года хозяином дома стал старший из 4 братьев Франтишек Мицкевич. Адама Мицкевича выслали в Россию. Александр Мицкевич имел правовую практику в Киеве. Самый младший Юрий Мицкевич работал врачом на Волыни. В 1833 году у Франциска отобрали дом за участие в восстании 1830—1831 годов. В 1863 году сгорел деревянный флигель. В 1881 году сгорел и дом, который отстроили в изменённом виде через несколько лет. 16 сентября 1920 года революционный комитет Новогрудский уезда издал приказ о создании музея и библиотеки имени Адама Мицкевича в доме, где тот жил. Через 2 недели Войско Польское заняло Новогрудок в ходе польско-советской войны. 28 июня 1931 года Мицкевичевский комитет во главе с Новогрудским воеводой Зигмунтом Бочковичем установил на бывшем доме Мицкевичей памятную доску с надписью по-польски: «здесь на заре жизни раскрыл крылья для поэтического взлета Адам Мицкевич». В 1936 году во флигеле разместили экспозицию будущего музея. Первым руководителем музея стал Владислав Ляруй.

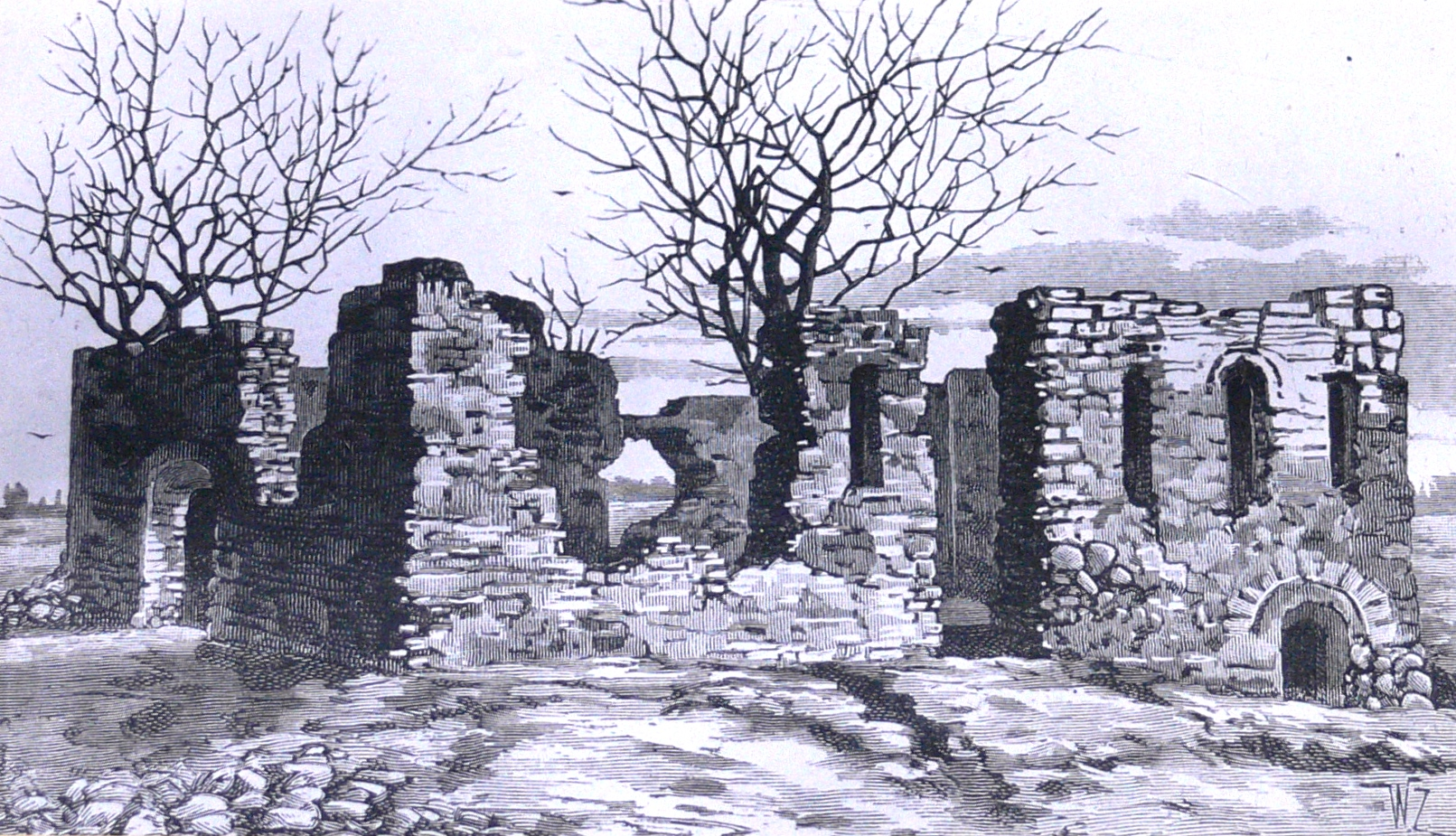
Руины дома Адама Мицкевича в Новогрудке, 1881 год

Дом-музей был очищен для посетителей 11 сентября 1938 года. После присоединения Западной Белоруссии к БССР 3 декабря 1940 года Совет народных комиссаров Белорусской ССР утвердил постановление о передаче дома-музея Народному комиссариату просвещения БССР. Бюджет на 1941 год предусматривал ремонт музея и создание библиотеки. В музее находились судебные акты отца и деда Адама Мицкевича, написанные гусиным пером, письма Адама Мицкевича к друзьям и Мариле Верещаке, книги из домашней библиотеки в Париже. В музее были памятки о Мариле Верещаке: кованный обручами сундук, зеркало, шаль и крест из её спальни, фотографии. В июне 1941 года был разрушен немецкой авиабомбой, а в 1945 году большинство связанных с поэтом экспонатов вывезено в Польшу. В 1948 году Новогрудский Совет депутатов трудящихся одобрил решение об обновлении музея. Экспозиция базировалась на вещах присланных из музея Адама Мицкевича в Варшаве и других учреждений Белоруссии, Польши, Литвы, России и Украины. В честь столетия со дня смерти Адама Мицкевича 26 ноября 1955 года музей был снова открыт.
В 1989—1991 годах польская фирма «Budimex» провела реконструкцию, после чего дом-музей приобрел современный вид. Было восстановлено главное здание по образцу начала XIX века, на территории усадьбы построен флигель (малый жилой дом), который соединяется с основным зданием подземным переходом, а также амбар, колодец, беседка. 12 сентября 1992 года состоялось торжественное открытие новой экспозиции, переданной Варшавским музеем литературы сроком на 9 лет.
Действующая сегодня экспозиция открыта 25 мая 2001 года. Работы по её созданию велись за средства из бюджета Новогрудского района и были выполнены предприятием «Минский художественный комбинат». Директор музея — Николай Гайба. Авторы научной концепции — сотрудники дома-музея.

## Общие сведения
Территория музея составляет 0,47 га. Общая площадь зданий музея — 659 м². Из них: экспозиционная площадь музея — 215 м², выставочная площадь — 90 м².

## Экспозиция
Коллекция музея (2011) насчитывает ок. 8000 ед. хранения, из них основного фонда — ок. 6000 ед. в том числе 9 прижизненных изданий А.Мицкевича, 120 старопечатных изданий.
Экспозиция размещена в 5 залах и выставочной галерее в 1-м зале представлены материалы о семье А. Мицкевича (документы, портреты родителей, братьев), находки из археологических раскопок на родине поэта в д. Заосье Барановичского района, учебники для уездных школ, среди которых учебник по математике 1772 года.
Экспозиция 2-го зала связана с отцом А. Мицкевича и его адвокатской практикой. Среди экспонатов: протоколы судебных заседаний, карманные часы, подсвечник, чернильный прибор, шкафы начала XIX века., где хранятся юридическая литература и книги, изданные до 1812 года, в том числе «Библия» на французском языке 1775 года.
В 3-м зале (бывшая гостиная) экспонируются мебель XIX в., фарфоровая и фаянсовая посуда конца XVIII — начала XIX в., настольные часы конца XVIII в., которые находились в 1822 в комнате А.Мицкевича в Вильно, материалы об учёбе поэта в Виленском университете и начале его творчества.
Экспозиция 4-го зала посвящена пребыванию А.Мицкевича в России. Здесь хранятся копии книг А.Мицкевича, изданных в России и других странах, копии портретов «А.Мицкевича» Ю.Олешкевича и «А.Мицкевич на горе Аю-Даг» В.Ваньковича, портреты русских поэтов и писателей, которые интересовались творчеством А.Мицкевича, рояль и мебель XIX века.
Период пребывания А.Мицкевича в Германии, Швейцарии, Италии, Франции представлен материалами экспозиции 5-го зала. Среди экспонатов: портреты жены и детей писателя, И.Гёте, Ф.Шопена, Н.Орды, М.Огинского и др., копия первого издания поэмы «Пан Тадеуш», документы о последних днях А.Мицкевича, бронзовая модель памятника (1909—1929) поэту в Париже, приобретённая музеем в 1937 у вдовы скульптора А.Бурделя.
В выставочной галерее ежегодно проходят около 10 выставок. Действуют постоянные выставки: этнографические: «Рисунки сельской жизни»; «Мир кухни Мицкевичей» и книжная: «Поэма „Пан Тадеуш“ — сквозь время и народы», на которой представлены издания этого произведения начиная с середины XIX века до наших дней, в том числе с переводами на многие языки народов мира.

### Выставки
В выставочной галерее ежегодно проходят около 10 выставок. Действуют постоянные выставки: этнографическая «Рисунки сельской жизни»; «Мир кухни Мицкевичей», где экспонируется керамическая посуда XIX века; «Поэма Пан Тадеуш» — «Сквозь время и народы», на которой представлено более 70-ти изданий произведения, начиная с середины XIX века, в том числе на иностранных языках.

### Экскурсии
Обзорная экскурсия включает посещение главного здания, подвальных помещений и выставочной территории, флигеля.
Тематические экскурсии:
- Женщины в жизни и творчестве А. Мицкевича (для учащихся и взрослых). В экскурсии делается акцент на влияние женщин (М. Верещак, К. Яниш, К. Собанская, Г. Анквич, М. Шимановская и др.) на жизненный и творческий путь поэта.
- Российский период жизни Адама Мицкевича (для всех категорий). А. Мицкевич прожил в России почти 5 лет (1824—1829) в Петербурге, Одессе, Крыму, Москве; рассказывается о воспоминаниях с российскими поэтами (А. Пушкиным, Н. Полевым, В. Жуковским и др.), о произведениях Мицкевича этого периода, в которых А. Мицкевич, по словам М. Полевого, выступал «не только как первый польский поэт, но как почти первый среди ныне существующих».
- Шляхетские усадьбы Новогрудчины (средний и старший школьный возраст, взрослые). В экскурсии рассказывается об усадьбах в Заосье, Тугановичах, Щорсах, об их архитектурных и планировочных особенностях, об их владельцах и роли этих людей в жизни А. Мицкевича и истории Белоруссии.
- Адам Мицкевич в творчестве художников и скульпторов (для всех категорий). Рассказ о размещённых в экспозиции и запасниках работе Ю. Олешкевича, В. Орловского, В.-В. Ваньковича, Э. А. Бурделя, Д. д’Анже, Назаренко, Панкратова, Кашкуревича и других.

Работает сувенирный киоск.

## Просветительская деятельность
Ежегодно музей посещает около 20 тыс. человек, из них 10-15 % — иностранные туристы. Проводится более 600 экскурсий на белорусском, русском, польском и английском языках. Периодически организовываются и проводятся литературно-музыкальные вечера, научные конференции, презентации выставок и книг, батлеечные спектакли и другие мероприятия.
За время работы новой экспозиции (с 2001 года) Дом-музей дважды был признан лучшим учреждением культуры Гродненской области, стал лауреатом 1-го Республиканского туристического конкурса «Познай Беларусь в номинации „Лучший музей“», имеет благодарственные письма Министерства иностранных дел Республики Беларусь, белорусской комиссии ЮНЕСКО и др. 2 сотрудника музея стали лауреатами премии Гродненского облисполкома имени А. Дубко в номинации «За творческие достижения в области культуры».

## Галерея

### Старые фотографии и миниатюры дома Адама Мицкевича

Старые фотографии и миниатюры дома Адама Мицкевича
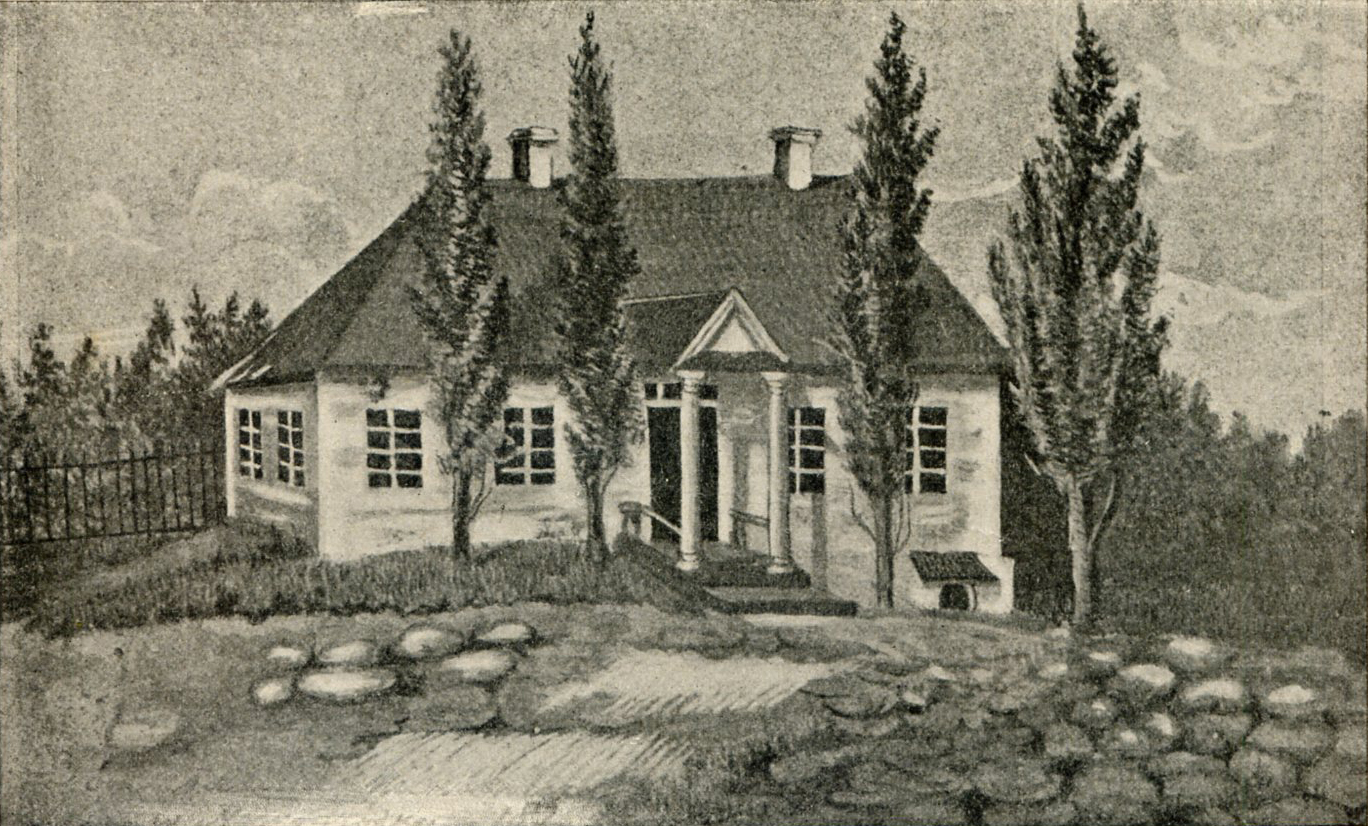
1823 год
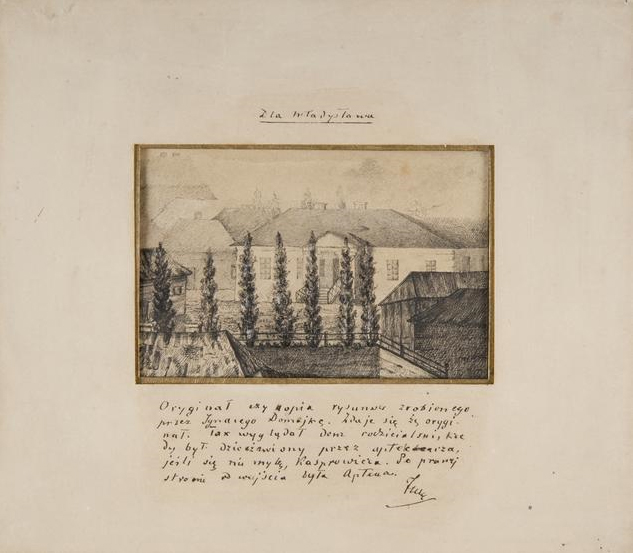
1830 год
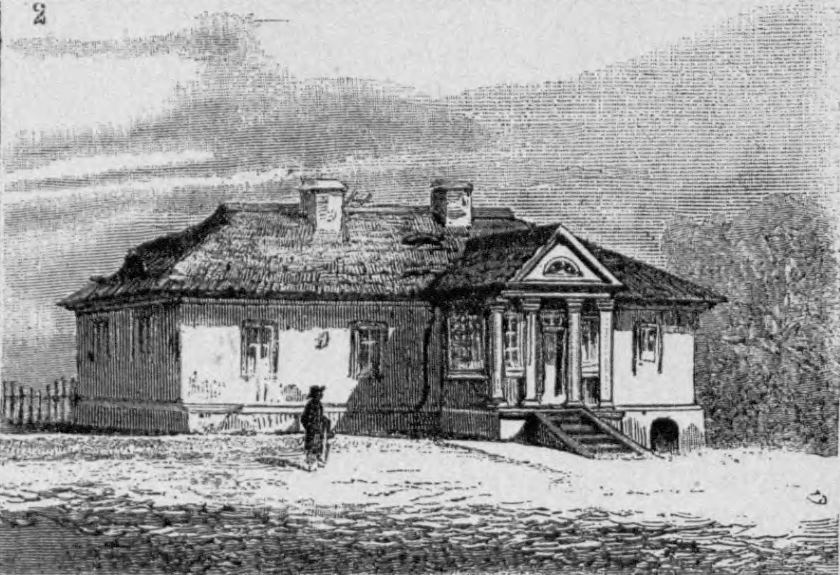
1883 год
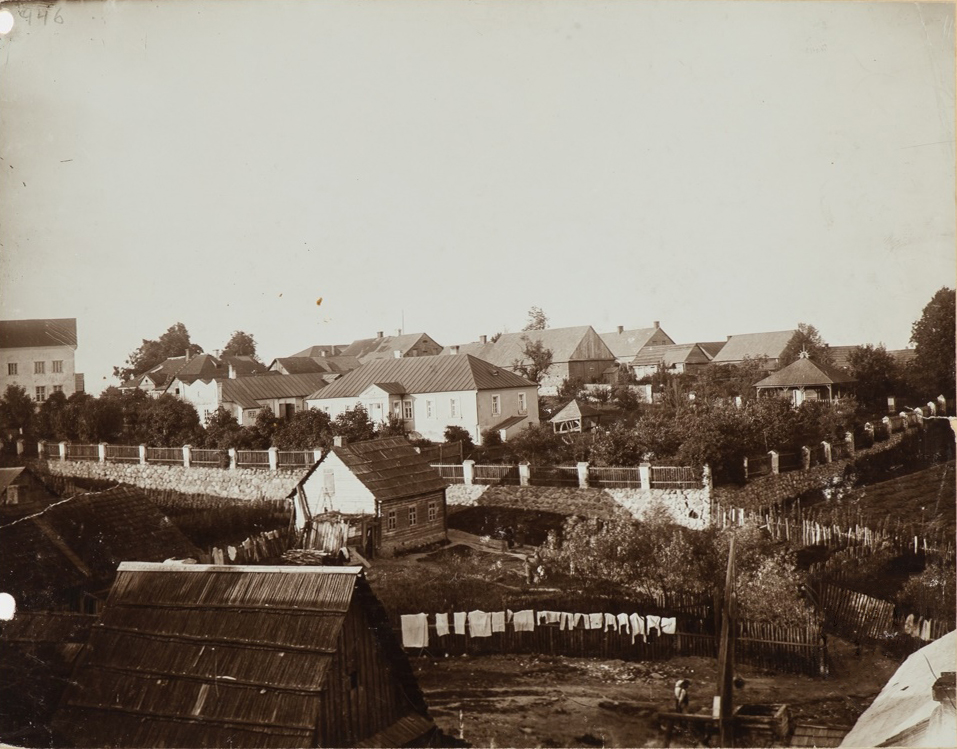
1916 год
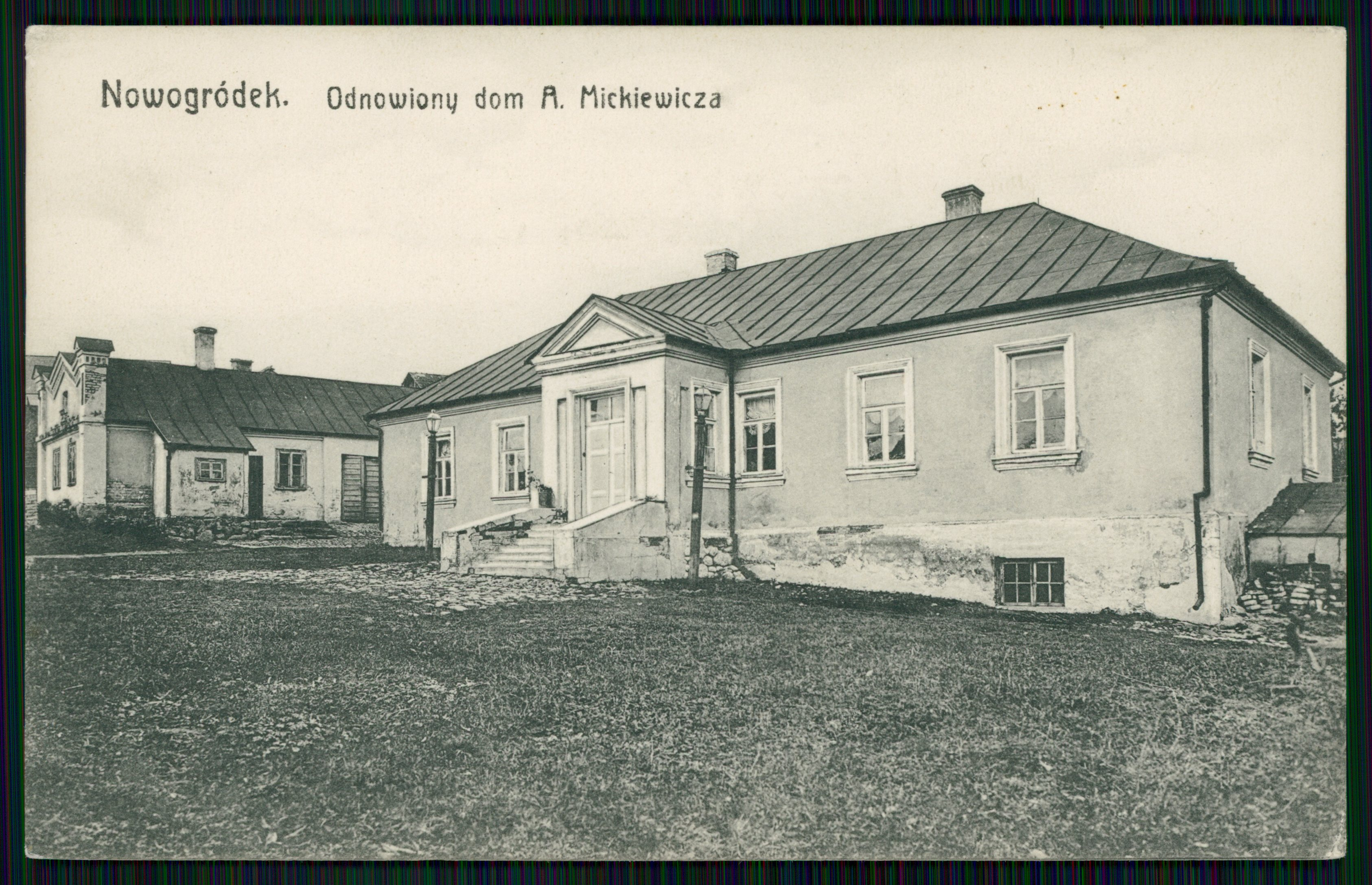
1920 год
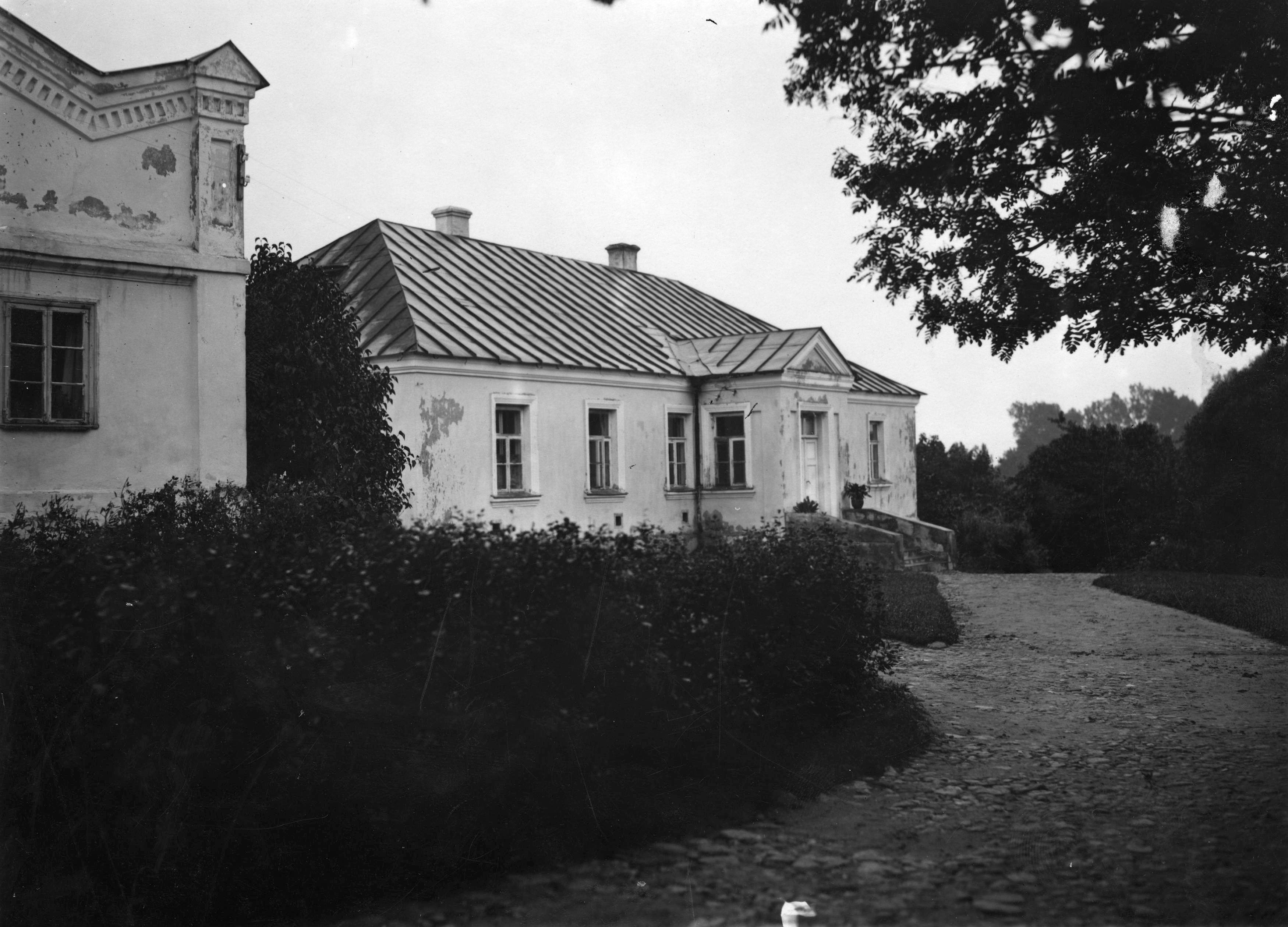
1925 год
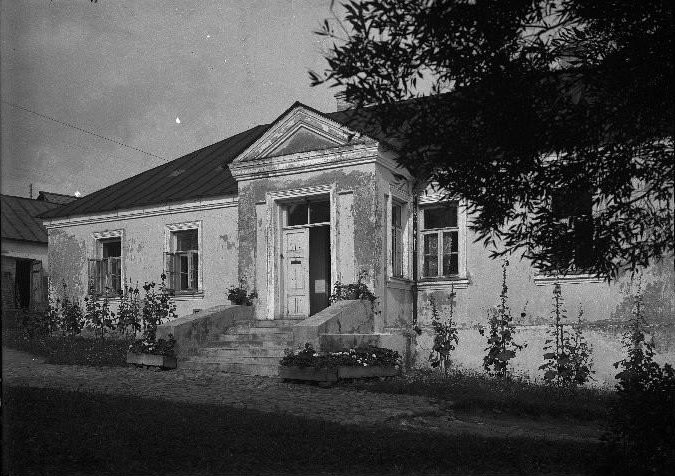
1927 год
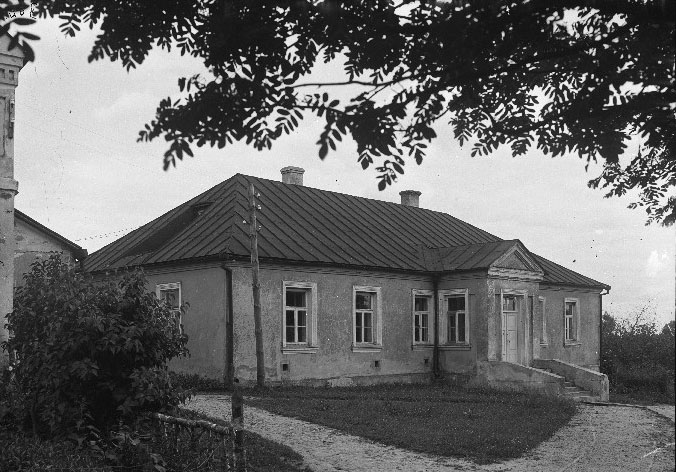
1939 год

### Современные снимки

Современные снимки
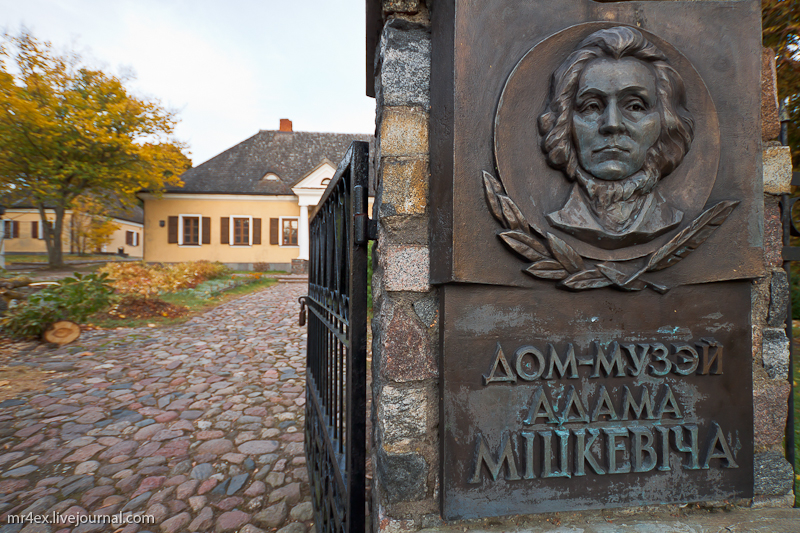
Вход в Дом-музей Адама Мицкевича, 2012 год
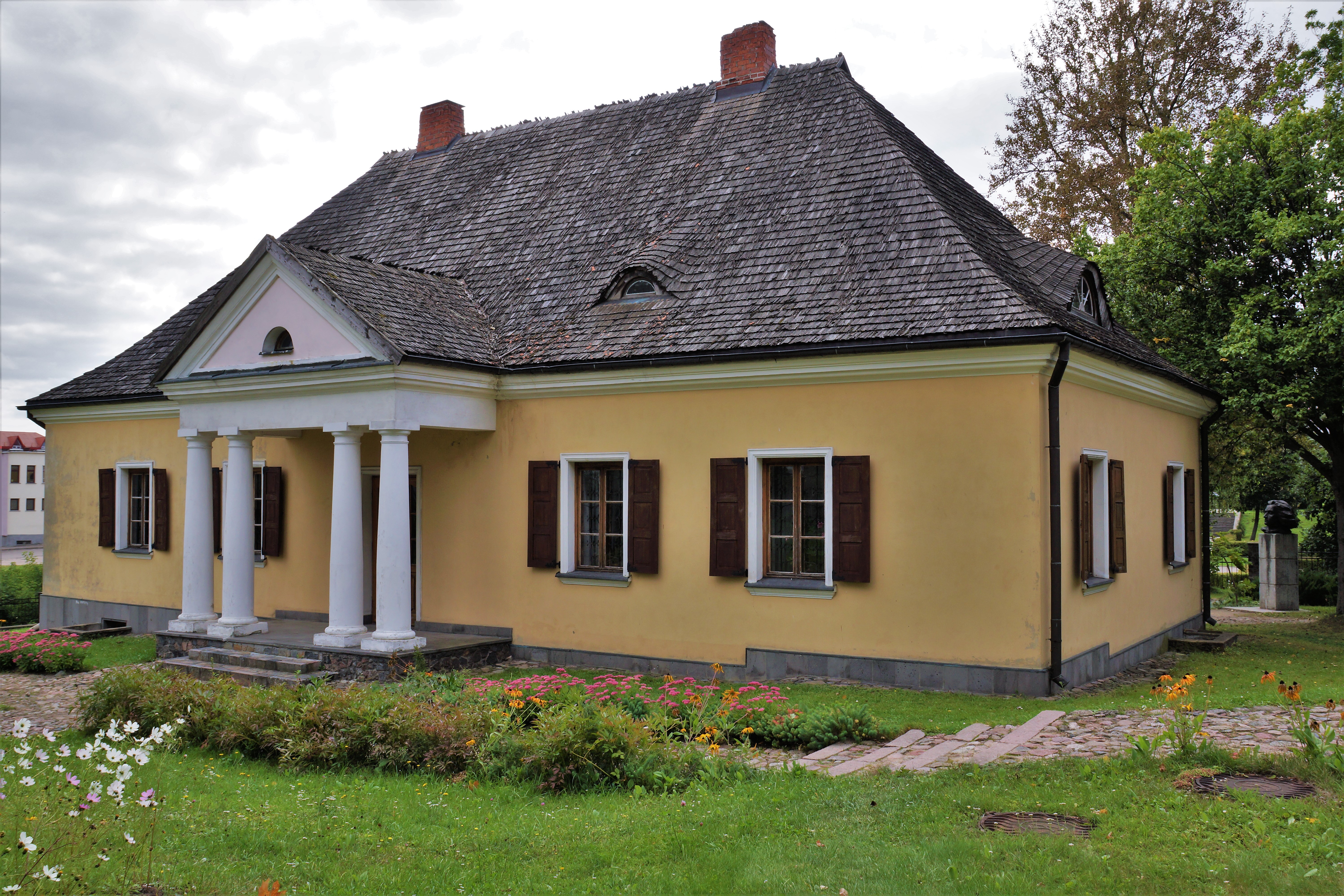
Дом Адама Мицкевича, 2012 год
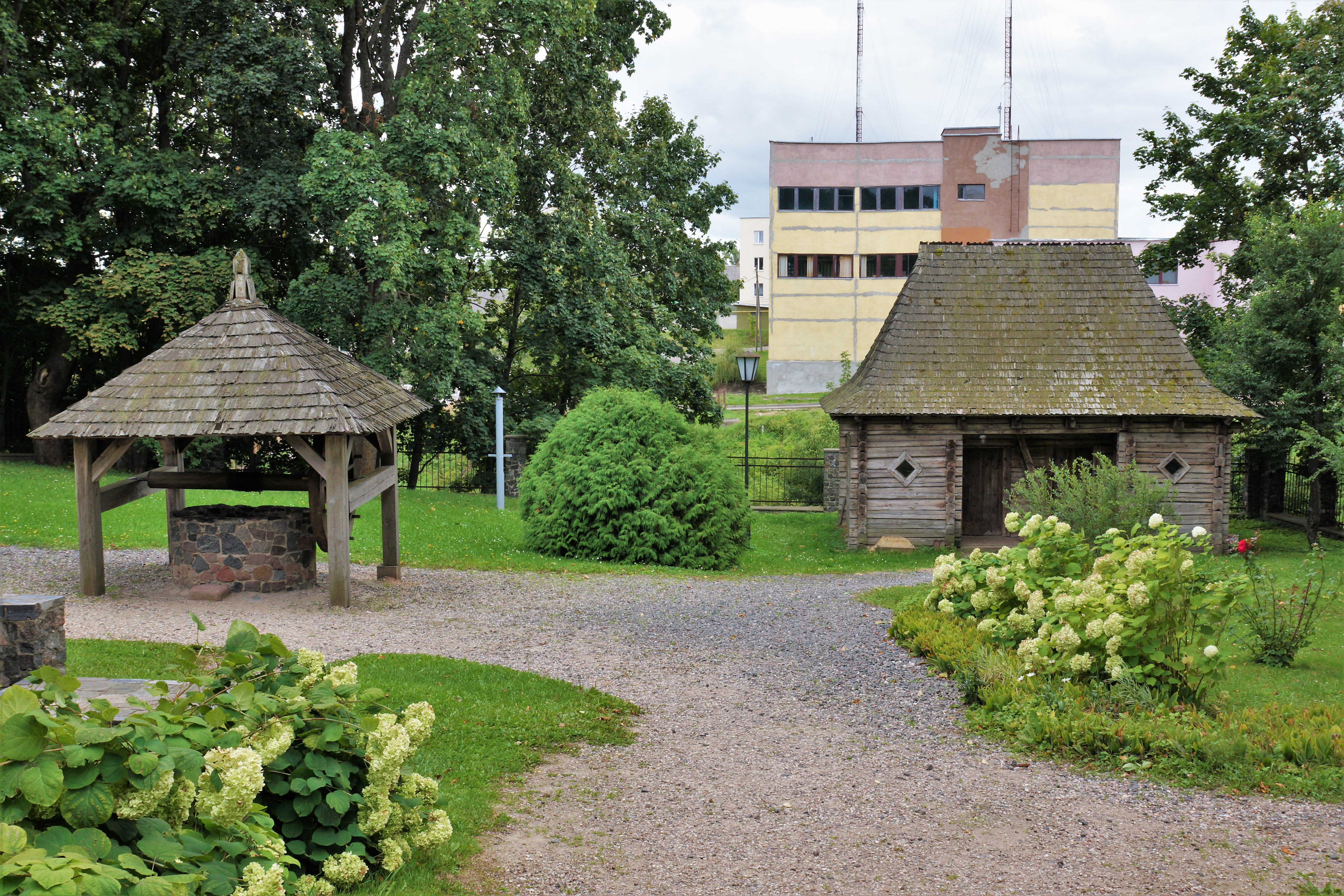
Колодец и баня, 2012 год
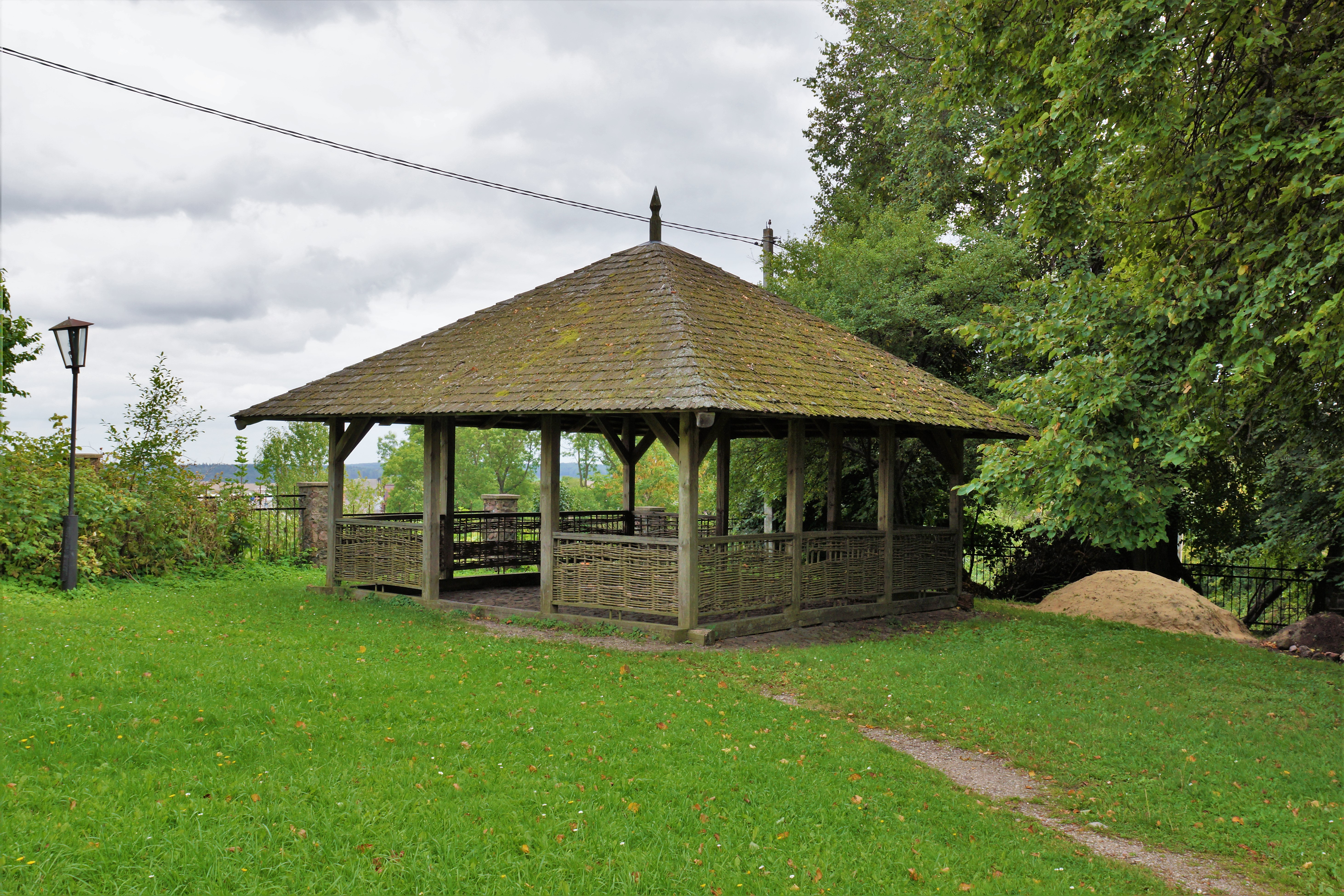
Беседка, 2012 год